# Моторне навчання
Моторне навчання — процес покращення моторних навичок, точності та плавності рухів. Цей тип навчання необхідний для розвитку складних рухів у процесі, ходьби, спортивних ігор та гри на музичних інструментах, лазання по деревам, плавання, розвитку рефлексів та інших подібних дій. У процесі моторного навчання активно задіяні базальні ганглії та мозочок, через що ці органи розвинені у всіх хребетних, від риб до людини.